# Liste in Haiti vorhandener Dampflokomotiven
Dies ist eine Liste erhaltener Dampflokomotiven auf dem Gebiet von Haiti.

## Spurweite 30 Zoll (762 mm)
| Foto | Nummer oder Name                            | Bauart / Achsfolge | Hersteller               | Fabrik- nr. | Baujahr | Historie | Eigentümer / Betreiber / Strecke | Standort                                            | Bemerkungen                                                                      |
| ---- | ------------------------------------------- | ------------------ | ------------------------ | ----------- | ------- | -------- | -------------------------------- | --------------------------------------------------- | -------------------------------------------------------------------------------- |
|      | Chemin de Fer de la Plaine du Cul-de-Sac 21 | 1'C n2t            | Baldwin Locomotive Works |             |         |          |                                  | Port-au-Prince, Parc Historique de la Canne a Sucre | Durch Vandalismus von Banden beschädigt und im Jahr 2023 zum Abbruch vorgesehen. |